# Reuben Pace
Reuben Pace, né en 1974, est un compositeur maltais.

## Biographie
Reuben Pace fait ses études à l'université de Malte ainsi qu'à l'université de Bangor, où il obtient son doctorat en 2012. L'un de ses professeurs est Charles Camilleri. Au cours de ses études, il commence à travailler avec la technique du morphing.
Les œuvres de Pace sont interprétées par des orchestres et ensembles de renommée internationale. Le 26 janvier 2017, son Concertino pour guitare, clavecin et orchestre est créé au Théâtre Manoel sous le slogan Inspiré par le baroque avec l'Orchestre Philharmonique de Malte sous la direction de Michelle Castelletti ainsi que les solistes Johanna Beisteiner (guitare) et Joanne Camilleri (clavecin),,,,. Il s'agit de la première avant-première du Festival international baroque de La Valette.
En 2015, la musique de Pace est présentée au festival Mdina Biennale,. Certaines de ses compositions sont également jouées par le BBC National Orchestra of Wales et le Duke Quartet. Reuben Pace produit et écrit la musique de Blat : The Island Fortress, le premier film d'opéra dans l'histoire maltaise, qui sort en 2022),,.

## Œuvres (liste incomplète)
- 2010 : Missa Brevis pour soprano solo, ténor solo et double chœur (a cappella)
- 2011 : L-Ahhar Moll (Le dernier quai) pour soprano, bande, diffusion live et vidéo
- 2012 : Back from the stars/Retour des étoiles pour flûte, violoncelle et piano
- 2013 : Fil-Qosor pour clarinette en si bémol et piano
- 2014 : Wehidna (Nous, seuls) pour quatuor à cordes
- 2014 : Il-Grajja ta' Vitorin pour mezzo-soprano et piano
- 2015 : Versus pour chœur de chambre, soprano solo, soprano solo, mezzo-soprano solo, ténor solo, baryton solo
- 2016 : Concertino pour guitare, clavecin et orchestre
- 2018 : Mdina Suite pour guitare solo
- 2022 : Blat : The Island Fortress (Film d'opéra, Malte)